# Myospila superba
Myospila superba är en tvåvingeart som först beskrevs av Stein 1906.  Myospila superba ingår i släktet Myospila och familjen husflugor. Inga underarter finns listade i Catalogue of Life.